# Puertas Persas

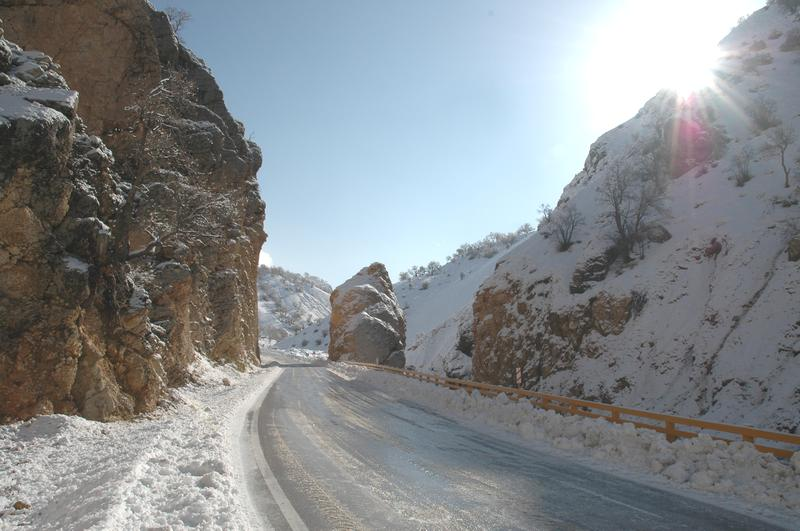
Las Puertas Persas; la carretera fue construida en la década de 1990.

Puertas Persas era el antiguo nombre del desfiladero situado en los Montes Zagros, al sur del macizo de Kuh-e-Dinar; es conocido en la actualidad como Tang-e Meyran.
Conecta la costa del golfo pérsico con la parte central de Irán. Une Yasuj con Sedeh al este, cruzando la divisoria provincial de Kohgiluyeh con Boyer Ahmad y Fars.
En las primeras semanas del año 330 A.C., fue el lugar donde se libró la feroz batalla de la puerta persa, en el que el rey macedonio, Alejandro Magno, rompió la última resistencia ofrecida por las tropas del imperio aqueménida, al mando de Ariobarzanes.